# Gran Premio de Cannes
El Gran Premio de Cannes fue una carrera ciclista francesa que se disputada en Cannes de 1926 a 1991.
El francés René Vietto tiene el récord de victorias con tres.

## Palmarés
| Año  | Ganador                  | Segundo                   | Tercero                   |
| ---- | ------------------------ | ------------------------- | ------------------------- |
| 1926 | Francois Urago           | Sébastien Piccardo        | Paulin Lanteri            |
| 1927 | Louis Gras               | Embarek Fliffel           | François Menta            |
| 1928 | Giuseppe Rivella         | Louis Gras                | Giuseppe Enrici           |
| 1929 | Yves Le Goff             | Felice Gremo              | Antoine Mugnaoni          |
| 1930 | Gaspard Rinaldi          | Jean Maréchal             | René Brossy               |
| 1931 | Louis Gras               | Adrien Butafocchi         | Louis Minardi             |
| 1932 | René Vietto              | Luigi Barral              | Pierre Pastorelli         |
| 1933 | René Vietto              | Fernand Cornez            | Clément Bistagne          |
| 1934 | Fernand Cornez           | Louis Aimar               | Roger Cottyn              |
| 1935 | Antonio Zanella          | Léo Amberg                | Antoine Arnaldi           |
| 1936 | Alfred Weck              | Adrien Butafocchi         | Raymond Louviot           |
| 1937 | Giuseppe Martano         | Lucien Lauk               | Luigi Barral              |
| 1938 | Lucien Lauk              | Elia Frosio               | André Deforge             |
| 1939 | Karl Litschi             | André Deforge             | Giuseppe Martino          |
| 1941 | Bruno Carini             | René Vietto               | Fermo Camellini           |
| 1942 | Gino Proietti            | Victor Pernac             | Dante Gianello            |
| 1946 | Paul Neri                | Joseph Soffietti          | Pierre Baratin            |
| 1947 | Raymond Guegan           | Joseph Soffietti          | Lucien Lauk               |
| 1948 | René Vietto              | Paul Neri                 | Édouard Fachleitner       |
| 1949 | Antonin Canavese         | Édouard Fachleitner       | Jesus Moujica             |
| 1950 | Édouard Fachleitner      | Nello Lauredi             | Antoine Giauna            |
| 1951 | Lucien Teisseire         | Fernando Moreira          | Raoul Rémy                |
| 1952 | Louison Bobet            | Pierre Molinéris          | Adolphe Pezzuli           |
| 1953 | Pierre Baratin           | Angelo Conterno           | Émile Rol                 |
| 1954 | Gilbert Bauvin           | Jean Leullier             | Alex Close                |
| 1955 | Jean Forestier           | Raoul Rémy                | René Privat               |
| 1956 | Joseph Mirando           | Yvon Ramella              | Vincent Vitteta           |
| 1957 | Antonin Rolland          | Tino Sabbadini            | Joseph Mirando            |
| 1958 | Tino Sabbadini           | Gilbert Bauvin            | Joseph Mirando            |
| 1959 | Francis Anastasi         | Claude Mattio             | Emmanuel Busto            |
| 1960 | Jean Bonifassi           | Albert Bouvet             | Claude Mattio             |
| 1961 | Nino Defilippis          | Claude Valdois            | Raymond Poulidor          |
| 1962 | Rudi Altig               | François Le Her           | Fernand Picot             |
| 1963 | François Mahé            | Raymond Poulidor          | Ian Moore                 |
| 1964 | Raymond Poulidor         | Winfried Bölke            | Jean Dupont               |
| 1965 | Michele Dancelli         | Jean-Claude Wuillemin     | Jean Jourden              |
| 1966 | Flavio Vicentini         | Carmine Preziosi          | Gilbert Bellone           |
| 1967 | Jean-Paul Paris          | Charly Grosskost          | Maurice Izier             |
| 1968 | Jacques Cadiou           | Claude Guyot              | Jean-Louis Bodin          |
| 1969 | Gilbert Bellone          | Arie den Hartog           | José Catieau              |
| 1970 | Paul Gutty               | Gilbert Bellone           | Désiré Letort             |
| 1971 | Frans Verbeeck           | Derek Harrison            | Michel Perin              |
| 1972 | Roberto Poggiali         | Michel Perin              | Giuseppe Berletto         |
| 1973 | Tino Tabak               | Leif Mortensen            | Claude Tollet             |
| 1974 | Franco Bitossi           | Frans Verbeeck            | Tino Tabak                |
| 1975 | Jean-Pierre Danguillaume | Fedor den Hertog          | Maurice Le Guilloux       |
| 1976 | Georges Talbourdet       | Sylvain Vasseur           | Jean-Luc Molinéris        |
| 1977 | no se organizó           | no se organizó            | no se organizó            |
| 1978 | Wilfried Wesemael        | Sven-Åke Nilsson          | Yvon Bertin               |
| 1979 | Sean Kelly               | Walter Planckaert         | Henk Lubberding           |
| 1980 | Jan Raas                 | Rik Van Linden            | Pierre-Raymond Villemiane |
| 1981 | Kim Andersen             | Pierre-Raymond Villemiane | Stephen Roche             |
| 1982 | Laurent Fignon           | Patrick Stephan           | Hubert Seiz               |
| 1983 | Gilbert Glaus            | Jean-Marie Grezet         | Patrick Moerlen           |
| 1984 | Yvon Madiot              | Pierre Bazzo              | Laurent Biondi            |
| 1985 | Adrie van der Poel       | Frédéric Vichot           | Allan Peiper              |
| 1986 | Gilbert Glaus            | Charly Bérard             | Jérôme Simon              |
| 1987 | Sean Yates               | Frédéric Vichot           | Gilbert Glaus             |
| 1988 | Jérôme Simon             | Andreas Kappes            | Bruno Wojtinek            |
| 1989 | Roland Leclerc           | Luc Leblanc               | Régis Simon               |
| 1990 | Gérard Rué               | Udo Bölts                 | Frank Van Den Abeele      |
| 1991 | Yvon Madiot              | Harry Lodge               | Laurent Jalabert          |